# Seznam mest v Republiki Južni Afriki
Seznam mest v Republiki Južni Afriki.

## Seznam
- Cape Town
- Nelson Mandela Metropole (Port Elizabeth)
- Buffalo City (East London)
- Ethekwini (Durban)
- Msunduzi (Pietermaritzburg)
- Mangaung (Bloemfontein)
- Johannesburg
- Tshwane (Pretoria)
- Ekurhuleni (East Rand)